# Matachel
El río Matachel es un río del centro de España, uno de los más importantes afluentes del río Guadiana. Destaca, en gran medida, y en comparación con otros afluentes de la margen izquierda del Guadiana, por su extensa cuenca (representa un 3,8% de la cuenca del Guadiana). 

## Curso

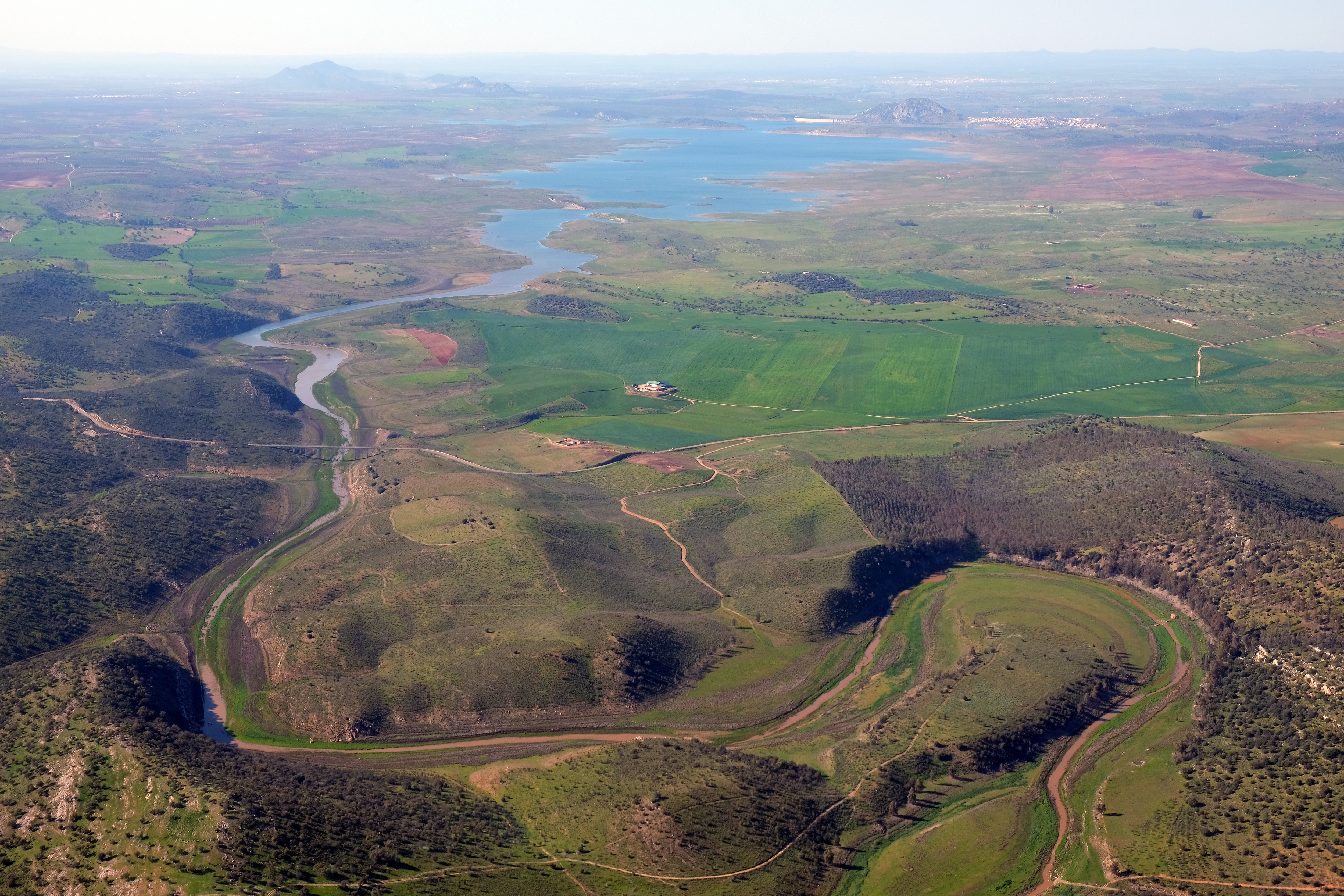
Vista aérea del río aguas arriba del embalse de Alange

El Matachel nace en el Cortijo del Bruto, próximo a Azuaga, en Sierra Morena. Desde su nacimiento hasta su desembocadura en las proximidades de la localidad de Don Álvaro, cercana ésta a la capital extremeña, el Matachel recorre íntegramente la provincia de Badajoz dividiendo prácticamente por la mitad a la comarca de Tierra de Barros, de la que se constituye como su principal vía fluvial. En su tramo final su curso está regulado por la presa de Alange.
Sus afluentes son en su mayoría arroyos y riachuelos estacionales de marcado carácter mediterráneo. Destacan en la margen izquierda el río Bonhabal y el río Retín con su afluente la rivera de Usagre; y, por la derecha, el río San Juan y el río Palomillas.

## Cuenca
La cuenca del río Matachel es muy poco pronunciada, originando una red de drenaje sinuosa y densa en la que también participan un gran número de arroyos y riachuelos estacionales. El clima mediterráneo que caracteriza la zona, marca grandes diferencias estacionales en su caudal, llegando a ser prácticamente testimonial en época veraniega. 
En sus aguas y riveras se puede encontrar fauna de muy elevado valor ecológico tales como el jarabugo (endémico del Guadiana), el meloncillo, la gineta o el gato montés.